# Печонкі
Печонкі (пол. Pieczonki, нім. Grünau) — село в Польщі, у гміні Ґіжицько Гіжицького повіту Вармінсько-Мазурського воєводства.
Населення — 310 осіб (2011).
У 1975-1998 роках село належало до Сувальського воєводства.

## Демографія
Демографічна структура станом на 31 березня 2011 року:
|          | Загалом | Допрацездатний вік | Працездатний вік | Постпрацездатний вік |
| -------- | ------- | ------------------ | ---------------- | -------------------- |
| Чоловіки | 161     | 28                 | 123              | 10                   |
| Жінки    | 149     | 36                 | 86               | 27                   |
| Разом    | 310     | 64                 | 209              | 37                   |